# Robbins Hill
Robbins Hill är en kulle i Antarktis. Den ligger i Östantarktis. Nya Zeeland gör anspråk på området. Toppen på Robbins Hill är 1 140 meter över havet.
Terrängen runt Robbins Hill är huvudsakligen kuperad, men söderut är den bergig. Trakten är obefolkad. Det finns inga samhällen i närheten. 